# Robert Owen Edwards
Robert Owen Edwards (Telford, Inglaterra, 25 de diciembre de 1982), conocido como Rob Edwards, es un exfutbolista y entrenador galés. Actualmente dirige al Middlesbrough de la EFL Championship.
Edwards comenzó su carrera en el Aston Villa, haciendo su debut absoluto en la Premier League. Luego se mudó al Wolverhampton, vecinos de Midlands, en 2004, donde pasó cuatro temporadas en el Championship. Ayudó tanto al Blackpool como al Norwich a ascender a la Premier League y jugó para Barnsley antes de retirarse debido a una lesión en 2013. Representó a Gales, debutando en 2004 y ganando 15 partidos en total. 
Edwards dirigió la academia de los Wolves y tuvo una etapa interina en el primer equipo, antes de liderar el Telford United y a la selección sub-16 de Inglaterra. Más tarde, guio al Forest Green Rovers a la promoción como campeones de la League Two en la temporada 2021-22. De mayo a septiembre de 2022 dirigió al Watford.

## Carrera como jugador

### Aston Villa
Edwards nació en Telford, Shropshire. Comenzó su carrera como aprendiz en el Aston Villa, y se abrió camino hasta su debut en el primer equipo el 28 de diciembre de 2002, en una victoria en casa por 1-0 sobre el Middlesbrough. En enero de 2003, tras jugar tres partidos consecutivos como lateral derecho, firmó un nuevo contrato de dos años y medio con el club. Durante la temporada 2002-03 fue cedido al Crystal Palace en noviembre de 2003, donde pasó un mes, jugando seis partidos y anotando un gol en el 1-1 en el empate con Coventry City.
Edwards luego se unió al Derby County cedido en enero de 2004, donde permaneció hasta el final de la temporada. Jugó diez partidos con el club, anotando un gol en la victoria en casa por 2-1 sobre el Gillingham el 17 de enero.
En mayo de 2004, el entrenador del Aston Villa David O'Leary le dijo a Edwards que podía dejar el club.

### Wolverhampton Wanderers
Edwards hizo el corto viaje a través de West Midlands y se unió al Wolverhampton Wanderers en julio de 2004 en un contrato de tres años por £150,000. Tras cinco partidos en agosto, sufrió una lesión en el tobillo y no volvió hasta febrero de 2005.
Edwards ganó más tiempo de juego en la campaña 2005-06 y jugó la mayor parte de la temporada siguiente con el nuevo entrenador Mick McCarthy, pero sufrió daños en los ligamentos de la rodilla en abril de 2007. Esto lo mantuvo fuera del final de la temporada cuando el equipo llegó a los play-offs.
El 5 de septiembre de 2007, en un partido del equipo de reserva contra el Walsall, volvió a sufrir una lesión en los ligamentos de la rodilla. Marcó su único gol con los Wolves el 9 de febrero de 2008 en la derrota en casa por 4-2 ante el Stoke City. Fue colocado en la lista de transferencia en mayo.

### Blackpool
El 6 de agosto de 2008, Edwards dejó los Wolves para unirse al Blackpool, firmando un contrato de dos años con una opción por un año más por una tarifa no revelada. Hizo su debut con los Seasiders el 9 de agosto de 2008 en una derrota en casa por 1-0 ante el Bristol City. Edwards fue el capitán del equipo en el empate 1-1 en el Norwich City el 16 de agosto cuando Keith Southern, que había capitaneado al equipo hasta entonces en la temporada 2008-09, fue suspendido.
El 29 de agosto, el entrenador de Blackpool Simon Grayson confirmó que Edwards sería el capitán del equipo durante la temporada. Su primer gol para "los Seasiders" llegó el 29 de diciembre de 2008 cuando anotó el segundo empate del Blackpool en un empate 2-2 contra su antiguo club Wolverhampton Wanderers en Bloomfield Road.
Edwards instó a todos los jugadores a hacer todo lo posible para impresionar al nuevo entrenador Ian Holloway en junio de 2009. El 19 de julio de 2010, acordó un nuevo contrato con Blackpool, un contrato de un año con opción a 12 meses más. Edwards explicó que jugar en la Premier League fue la razón por la que firmó un nuevo contrato en el club. El 10 de noviembre de 2010, Edwards hizo su primera aparición en la Premier League desde 2003 en una derrota por 3-2 ante su antiguo club, el Aston Villa.
El 21 de febrero de 2011, Edwards fichó cedido por el equipo del Championship Norwich City hasta el final de la temporada. Hizo su debut como suplente en la segunda mitad de Zak Whitbread en el empate 1-1 contra Preston North End el 5 de marzo, e hizo dos apariciones más cuando el club ganó el ascenso a la Premier League.

### Barnsley
Después de su liberación de Blackpool, Edwards fue fichado por Barnsley en una transferencia gratuita, convirtiéndose en el séptimo fichaje de Keith Hill del verano. Edwards hizo su debut con el club en un empate 0-0 contra el Nottingham Forest el 21 de febrero de 2012.
No utilizado por Barnsley, Edwards fue prestado a Fleetwood Town en 2012. El 31 de enero siguiente, regresó a su condado de origen y se unió a Shrewsbury Town a préstamo por un mes. Días después de que se ampliara el contrato por el resto de la temporada, fue descartado por una lesión muscular en el muslo en un entrenamiento.

## Selección nacional
Edwards representó a Inglaterra a nivel juvenil, pero no en un juego reconocido por la UEFA, por lo que decidió jugar para Gales ya que sus padres son galeses. Hizo su debut con Gales antes de dejar el Aston Villa, el 29 de marzo de 2003, en las Eliminatorias para la Eurocopa 2004 victoria por 4-0 sobre Azerbaiyán.

## Carrera como entrenador

### Primeros años

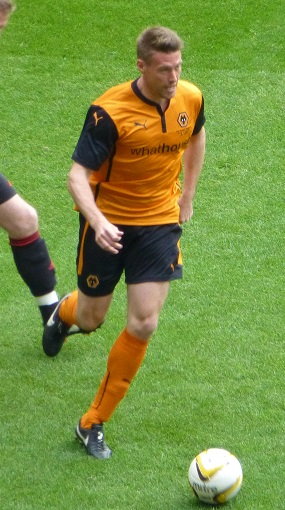
Edwards durante el partido despedida de Jody Craddock en 2014

El 11 de octubre de 2013, Edwards anunció que se había retirado del fútbol profesional a la edad de 30 años. Se convirtió en entrenador de la Sub-18 en los Wolves y su primera temporada en el cargo (2014-15) fue considerada muy exitosa por el periódico local Express & Star. Fue ascendido para ayudar al entrenador Kenny Jackett durante los últimos dos meses de la temporada, y luego al puesto de entrenador del primer equipo a tiempo completo durante el verano de 2015.
El 25 de octubre de 2016, Edwards fue nombrado entrenador interino de los Wolves tras el despido de Walter Zenga. Se hizo cargo de dos juegos: un empate 1-1 en el Blackburn Rovers, seguido de una derrota por 2-3 ante el Derby, antes de que Paul Lambert asumiera como entrenador. Edwards permaneció en un club en el papel de entrenador del primer equipo hasta el final de la temporada cuando partió junto a Lambert.
El 28 de junio de 2017, Edwards fue nombrado nuevo entrenador del club de su ciudad natal Telford. Los Bucks terminaron en el puesto 14 en la National League North, 10 puntos fuera de los play-offs. Edwards se fue de mutuo acuerdo al final de la temporada.
Edwards fue nombrado entrenador del Wolverhampton U23 el 20 de julio de 2018. En su primera temporada a cargo, los llevó al ascenso a la Professional Development League, el nivel más alto de fútbol juvenil, por primera vez en su historia.
En octubre de 2019, Edwards dejó a los Wolves para asumir un 'papel prestigioso' con The Football Association trabajando como entrenador de la Sub-20 de Inglaterra. El 24 de septiembre de 2020, fue nombrado entrenador de la Selección de Inglaterra sub-16.

### Forest Green Rovers
El 27 de mayo de 2021, Edwards fue nombrado entrenador del Forest Green Rovers, y se unió al cargo el 4 de junio para poder terminar la temporada con sus equipos de Inglaterra. El 23 de abril, Forest Green empató 0-0 ante el Bristol Rovers para asegurar el ascenso a la League One por primera vez en la historia del club. El 11 de mayo, dejó el club luego de negociaciones con el Watford.

### Watford
El 11 de mayo de 2022, Edwards fue anunciado como el nuevo entrenador del Watford, reemplazando a Roy Hodgson al finalizar la temporada 2021-22. Su primer partido el 1 de agosto fue una victoria en casa por 1-0 sobre el Sheffield United con un gol de João Pedro.
El 26 de septiembre de 2022, Edwards fue despedido después de ganar tres de diez partidos de liga y con Watford en décimo lugar.

### Luton Town
El 17 de noviembre de 2022, Edwards fue nombrado entrenador del Luton Town, rivales de su anterior club, Watford. En su primera temporada en el club, guio al equipo a la Premier League, a través de la final de los play-offs luego de finalizar en la tercera ubicación del Championship e imponerse en las semifinales de los play-offs sobre el Sunderland.Sin embargo, un año más tarde, el equipo descendió al final de la temporada luego de una derrota por 4-2 ante el Fulham.En enero de 2025, fue despedido de su cargo después de una serie de malos resultados que ubicaron al club cerca de los puestos de descenso.

### Middlesbrough
El 24 de junio de 2025, fue oficializado como técnico del Middlesbrough por tres temporadas.

## Clubes

### Como jugador
| Club                     | País       | Año       |
| ------------------------ | ---------- | --------- |
| Aston Villa              | Inglaterra | 1994-2004 |
| Crystal Palace (cedido)  | Inglaterra | 2003      |
| Derby County (cedido)    | Inglaterra | 2004      |
| Wolverhampton Wanderers  | Inglaterra | 2004-2008 |
| Blackpool                | Inglaterra | 2008-2011 |
| Norwich City (cedido)    | Inglaterra | 2011      |
| Barnsley                 | Inglaterra | 2011-2013 |
| Fleetwood Town (cedido)  | Inglaterra | 2012      |
| Shrewsbury Town (cedido) | Inglaterra | 2013      |

### Como entrenador
| Club                           | País       | Año           | PJ  | PG | PE | PP | Rendimiento |
| ------------------------------ | ---------- | ------------- | --- | -- | -- | -- | ----------- |
| Wolverhampton (interino)       | Inglaterra | 2016          | 2   | 0  | 1  | 1  | 16.67%      |
| Telford United                 | Inglaterra | 2017-2018     | 49  | 20 | 6  | 23 | 44.9%       |
| Wolverhampton U23              | Inglaterra | 2018-2019     | 34  | 18 | 6  | 10 | 58.82%      |
| Selección sub-16 de Inglaterra | Inglaterra | 2020-2021     | 2   | 1  | 0  | 1  | 50%         |
| Forest Green Rovers            | Inglaterra | 2021-2022     | 53  | 24 | 19 | 10 | 57.23%      |
| Watford                        | Inglaterra | 2022          | 11  | 3  | 5  | 3  | 42.42%      |
| Luton Town                     | Inglaterra | 2022-2025     | 104 | 32 | 25 | 47 | 38.78%      |
| Middlesbrough                  | Inglaterra | 2025-presente |     |    |    |    |             |
| Total                          | Total      | Total         | 255 | 98 | 62 | 95 | 46.54%      |

## Palmarés

### Como entrenador

#### Campeonatos nacionales
| Título         | Club                | País       | Año     |
| -------------- | ------------------- | ---------- | ------- |
| EFL League Two | Forest Green Rovers | Inglaterra | 2021-22 |